# Jordan Bowery
Jordan Bowery (Nottingham, 2 luglio 1991) è un calciatore inglese, attaccante del Mansfield Town.

## Biografia
Suo padre Bert è stato a sua volta un calciatore professionista.

## Carriera
Dopo aver passato la prima parte della sua carriera tra League One e League Two, nella stagione 2012-2013 è passato all'Aston Villa, con cui ha debuttato in massima serie contro il Manchester City il 17 novembre 2012, entrando nei minuti finali al posto di Christian Benteke. Alla prima stagione in Premier League totalizzò 10 presenze.
Nel corso della stagione seguente passò al Doncaster Rovers, scendendo in Championship; l'anno seguente è passato al Rotherham United; il 13 settembre 2014 segnò la prima rete in Championship nella gara contro il Bournemouth.

## Palmarès

### Club

#### Competizioni nazionali
- Campionato inglese di quarta divisione: 1

Chesterfield: 2010-2011
- Football League Trophy: 1

Chesterfield: 2011-2012